# 志摩市立的矢小学校
志摩市立的矢小学校（しましりつ まとやしょうがっこう）は、三重県志摩市磯部町的矢840番地にあった、公立小学校である。2016年（平成28年）3月31日に閉校し、志摩市立鵜方小学校へ統合された。

## 概要
小規模校であり、2006年（平成18年）以降、複式学級が存在した。的矢中学校が2013年（平成25年）3月31日に閉校するまでの間、小学校と中学校で運動場や体育館を共有していた。また学校行事を小中合同で行うことがあり、相互の連携が取られていた。
地域の防災拠点としての機能を有し、飲料や食料を備蓄するだけでなく、校内に設置されたロッカーに各家庭の衣類を収納し、災害時に備えていた。避難所としての機能は、廃校後も維持されていたが、2020年（令和2年）10月に的矢地区防災拠点が新築され、防災機能はそちらへ移った。
2013年（平成25年）5月1日時点の児童数は4学級17人で、教員は7人であった。志摩市内では3番目に児童数が少なかった。1996年（平成8年）時点では6学級・児童数80人であった。

## 歴史

### 的矢小学校の創立

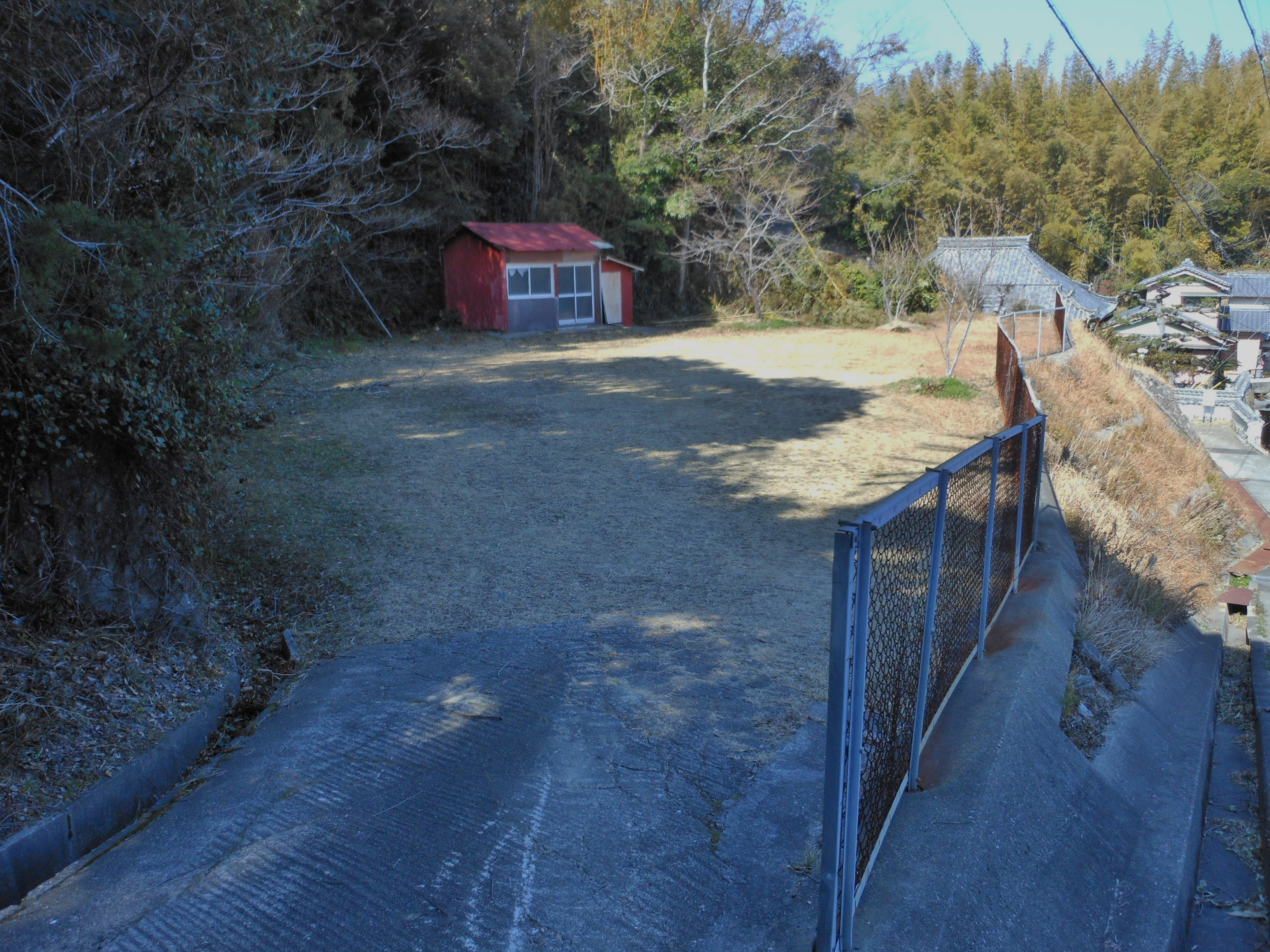
初代校地（宿円庵跡）

1873年（明治6年）9月23日、学制の発布により的矢村の宿円庵に開設されていた寺子屋を改組し、「的矢学校」が創立された。所在地は的矢村字里575番地で、校地は415.8m2、校舎である宿円庵などの建物の総面積は135m2で、3教室と物置、廊下だけの小さな学校であった。宿円庵は1875年（明治8年）に廃寺となったが、的矢学校の校舎としてそのまま使用され、翌1876年（明治9年）より本格的に授業を開始した。1887年（明治20年）には、的矢尋常小学校に改称し、三ヶ所村と渡鹿野村に分教場を設置した。
1892年（明治25年）、三ヶ所分教場は「三ヶ所尋常小学校」として独立、的矢村は甲賀村の高等小学校の組合に加入し、「志摩高等小学校第一分校」へ通学することとなった。その後、的矢村で児童数が増加したため、新校舎を建設しようとする機運が高まり、建設費約1,100円、敷地工事費58円をかけて1899年（明治32年）6月18日に新校舎が落成した。校地は686.4m2、校舎は木造平屋建て瓦葺176.5m2となった。同年、渡鹿野分教場は尋常科1・2年生のみが通学することになり、尋常科3年生以上は本校通学となった。1901年（明治34年）4月に高等小学校の組合から離脱し、高等科を併設した「的矢尋常高等小学校」となり、高等科のために校舎を増築した。

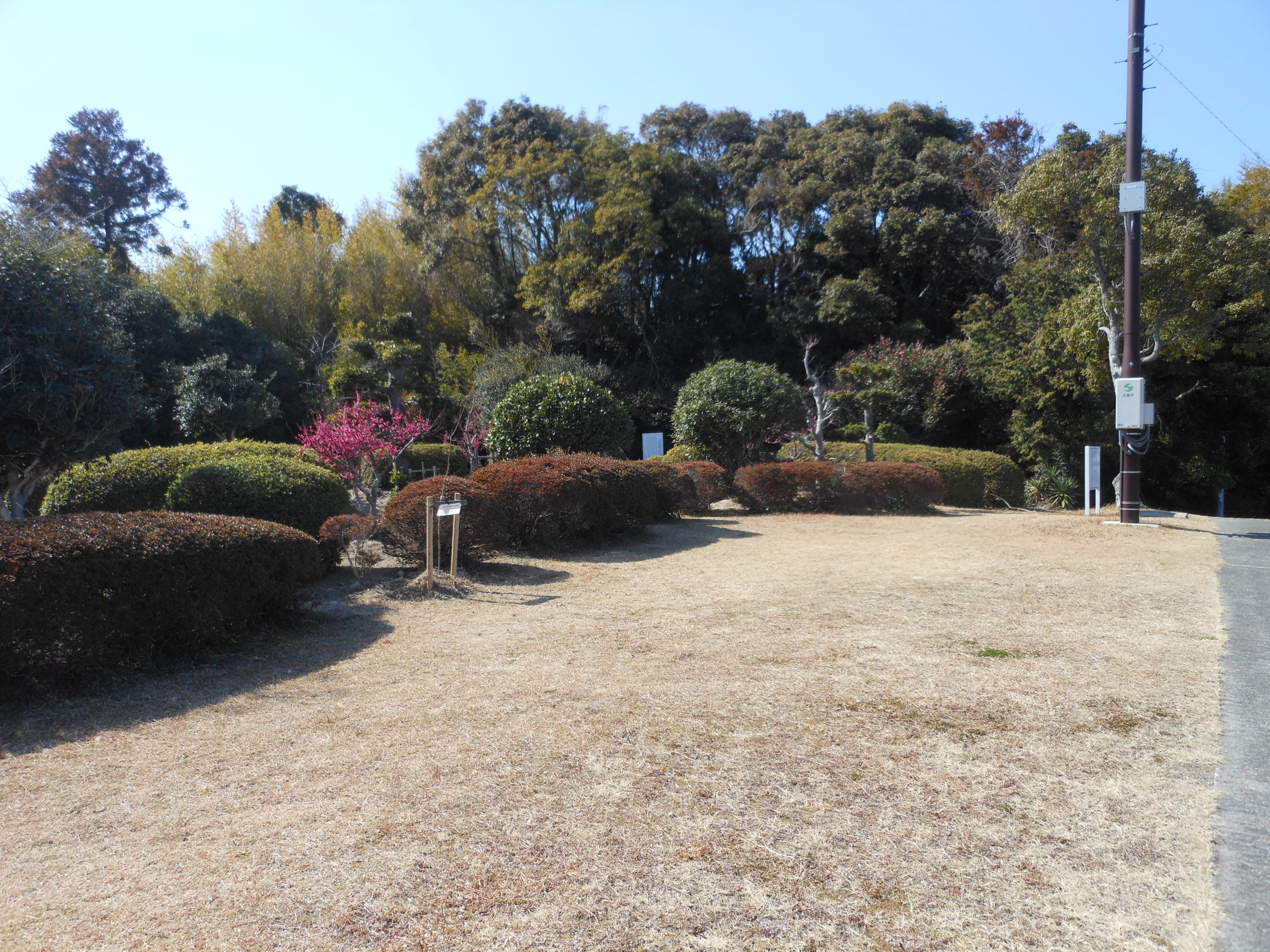
2代目校地（みんなの森）

1908年（明治41年）、義務教育が6年間に延長されたことにより、三ヶ所尋常小学校と渡鹿野分教場を的矢尋常高等小学校へ統合した。統合により増加した児童に対処するため、初代校地の南に隣接する元的矢村神社の境内を校地に充て、1909年（明治42年）に着工、1910年（明治43年）10月に494.3m2の曲尺型の校舎が完成した。旧校地は運動場として利用されることになった。これにより普通教室は5室となったが、1920年（大正9年）には教室不足のため、如意寺や禅法寺を借用して授業を行わねばならなかった。1924年（大正13年）、的矢村立図書館を小学校内に設置する。

### 校舎火災と藤谷への移転
1941年（昭和16年）、「的矢村国民学校」に改称する。1942年（昭和17年）2月、火災が発生し校舎の大半が焼失するという被害を受ける。これにより、5・6年生が学区内の的矢・三ヶ所・渡鹿野の公共施設や個人宅を借用した仮教室に分散して授業を受けざるを得なくなった。火災を契機に的矢村では的矢地区の藤谷の海面を埋め立てて新校地を整備することを決め、1942年（昭和17年）12月に起工式を挙行、1944年（昭和19年）9月に校地の整地に着手するも、太平洋戦争中であったため、校舎建設は遅れることとなった。

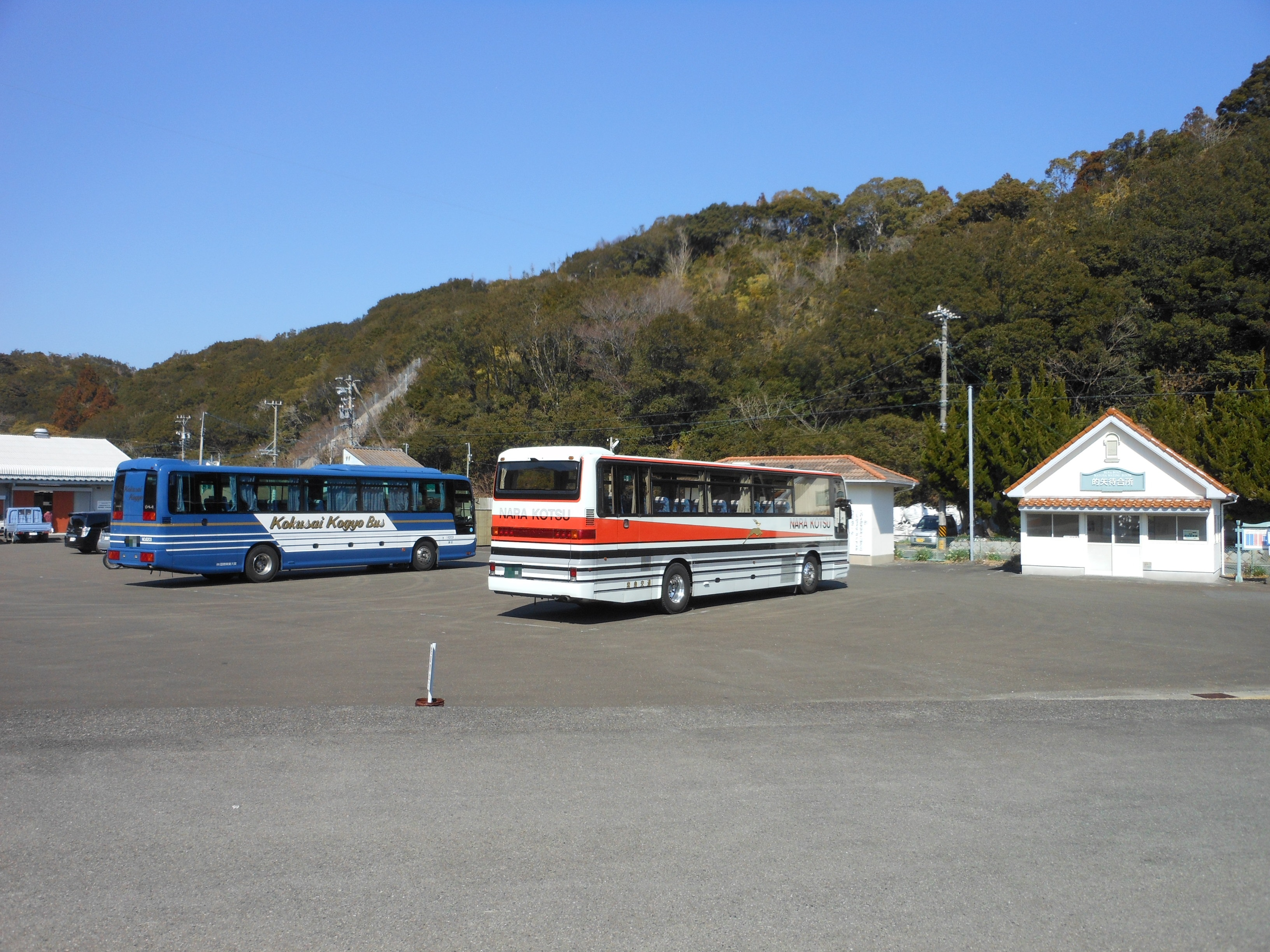
3代目校地（志摩市営的矢駐車場）

終戦後の1946年（昭和21年）3月、ようやく新校舎の起工式が行われ、同年11月3日に落成式が挙行され、藤谷へ移転した。1947年（昭和22年）、的矢村立的矢小学校に改称、翌1948年（昭和23年）7月5日からミルク給食が開始された。同年、PTAが結成される。1955年（昭和30年）には磯部町立的矢小学校に改称する。
磯部町となって以降、1964年（昭和39年）に文部省指定家庭学級が開講され、1966年（昭和41年）に三重県教育委員会指定視聴覚教育研究発表会が開かれるなどした。施設整備も行われ、1956年（昭和31年）に2教室が増築された。1972年（昭和47年）4月17日、磯部町学校給食センターが磯部小学校内に開設され、的矢小学校でも完全給食が始まった。この年、的矢小学校は「準へき地校」に指定される。そして1974年（昭和49年）2月25日、創立百周年記念式典が開かれ、『的矢小学校百周年記念誌』も発行された。

### 高台移転から閉校へ

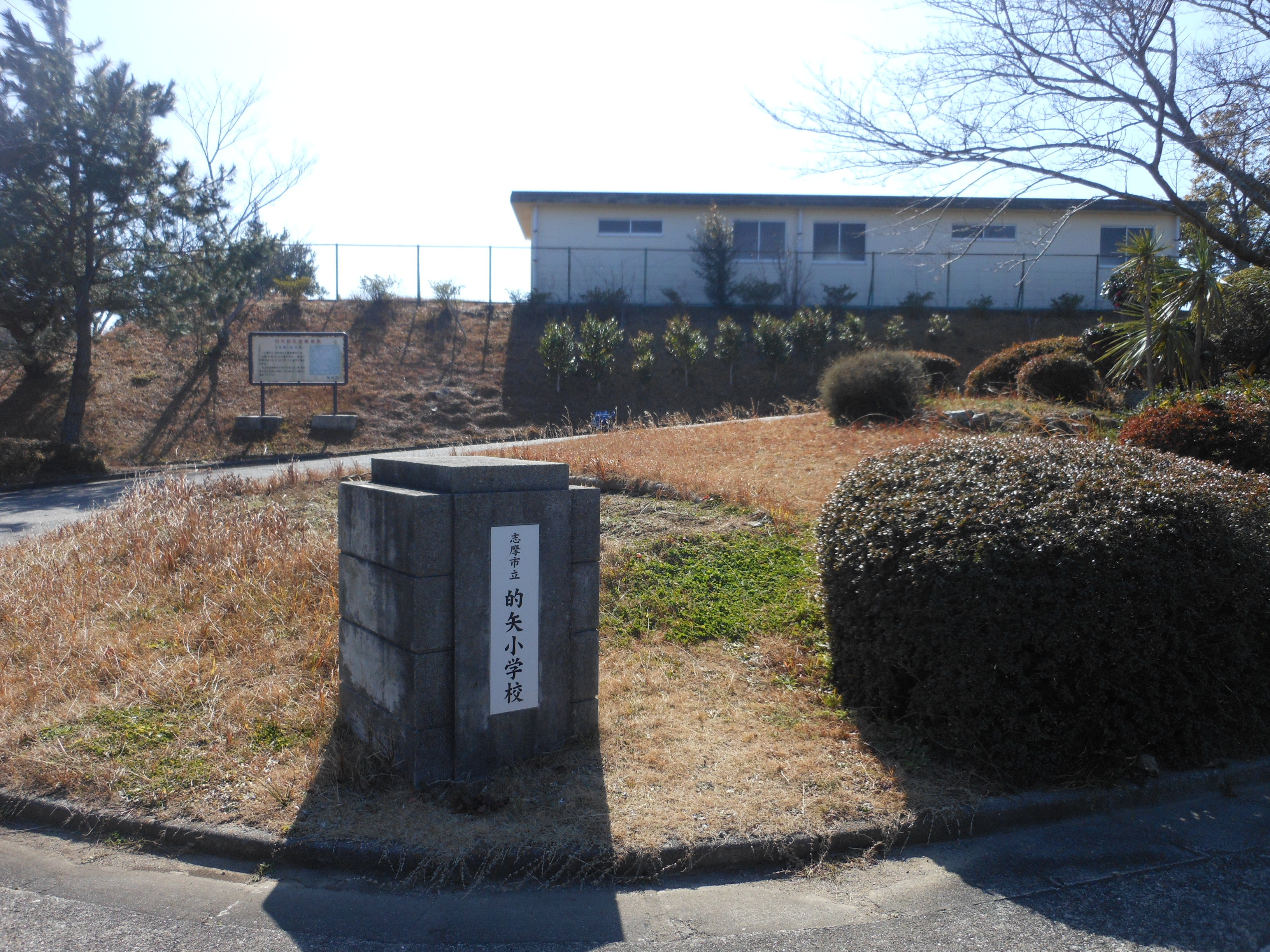
4代目校地（最終校地）

1978年（昭和53年）3月31日、新校舎が完成し的矢小学校は高台の的矢840番地へ移転する。同時に校歌が制定されている。新校地は5,002m2、校舎等の面積は832m2である。校舎は2棟備え、2階建てになった。1995年（平成7年）、プールが設置され、1996年（平成8年）7月1日にプール開きとなった。
2004年（平成16年）10月1日、合併により志摩市が発足、志摩市立的矢小学校に改称した。2009年（平成21年）、志摩市は小中学校の再編計画を発表、磯部町内の3小学校（的矢・磯部・成基）を統合し、磯部小学校に新校を設置すると発表した。
2011年（平成23年）に発生した東日本大震災を受け、災害時の備えとして飲食料と衣類の備蓄が行われ、校内に各家庭用のロッカーが設置された。2015年（平成27年）9月16日に発生したイヤペル地震（チリ地震）に伴う津波により、9月18日に津波注意情報と市の避難勧告が発令された際には、19世帯31人が的矢小学校へ避難した。
2016年（平成28年）3月25日、閉校式が挙行され、約50人が出席した。2015年（平成27年）度は6年生がいなかったため、2016年（平成28年）は卒業式が開催されなかった。閉校直前の児童数は12人であった。そして同年4月1日に鵜方小学校へ統合された。

### 閉校後
閉校後の2018年（平成30年）2月から3月にかけて、志摩市はサウンディング型市場調査を実施し、的矢小学校・的矢中学校・成基小学校の跡地利用について民間から意見を募集した。調査には2事業者が参加したが、両事業者は成基小学校の跡地利用にのみ意見を出し、的矢小・中学校に関しては提案しなかった。
2019年（平成31年）度に志摩市教育委員会教育総務課は的矢小学校の解体工事を発注し、解体された。

## 教育の特色

### 的矢かき
校区（学区）内の特産品である的矢かきについて総合的な学習の時間に学習し、6年生が佐藤養殖場の協力の下、年8回かけて養殖や観察などを行っていた。授業は特別非常勤講師である佐藤養殖場の取締役が中心になって進め、担任は補助的な役割を負った。学習の集大成として、的矢かきを使った料理を作っていた。この学習は1999年（平成11年）度から毎年実施し、かき養殖の苦労や喜びを体験を通して学ぶ機会となっていた。2014年（平成26年）度は養殖体験学習として年8回開催し、学習の締めくくりとして、かきを使ったグラタン・シチュー・パスタ作りを行い、講師とともに食べる活動を行った。

### 遠泳大会
校区は海に面し、海とのつながりが強いため、学校行事としてかつて遠泳大会を実施していた。一度廃止され、1969年（昭和44年）7月に復活したが、その後また廃止された。志摩市青少年育成市民会議的矢分会の主催で、「親子合同海水浴」が開催されたこともある。

### こども郵便局
1951年（昭和26年）に「こども郵便局」を開設し、1971年（昭和46年）10月14日に大蔵大臣賞・日銀総裁賞を受賞している。

### ひのでが丘保育所園児の招待
学校行事に、ひのでが丘保育所の園児を招待することがあった。2014年（平成26年）度は、「的矢っ子フェスタ」と称する文化祭や「餅つき・門松づくり大会」の際に招待していた。的矢っ子フェスタでは、的矢小の児童が教科書をもとにした創作劇を演じ、ひのでが丘保育所の園児はソーラン節を披露した。

## 校歌
校歌は木下四郎の作詞、前田卓夫の作曲で2番まであった。「的矢の浦の水清く」で始まり、「わが母校」という語句はあるが、直接的に校名は登場しなかった。

## 通学区域
校区（学区）の3地区は以下の通りであった。
- 的矢地区
- 三ヶ所地区
- 渡鹿野地区

上記のうち、三ヶ所地区と渡鹿野地区は的矢地区から海を隔てているため、船による通学を行っていた。通学に利用する船は「県道船」と呼ばれ、三重県道750号阿児磯部鳥羽線に指定されていた（閉校後の2021年〔令和3年〕3月末で県道船は廃止となり、4月から志摩市運航船として引き継がれた。）。的矢地区の児童は徒歩で通学した。
的矢小学校は的矢地区の高台に建ち、窓から的矢湾を一望できた。三重県道47号鳥羽磯部線が校地の北を通っていた。

## 出身者
- 嶋田青峰 - 俳人[38]